# دیاموند (اورگن)
دیاموند (به انگلیسی: Diamond) یک منطقهٔ مسکونی در ایالات متحده آمریکا است که در شهرستان هارنی، اورگن واقع شده‌است. دیاموند ۱٬۲۸۵٫۹۷ متر بالاتر از سطح دریا واقع شده‌است.